# Volker Bienengräber
Volker Bienengräber (* 27. Juli 1942 in Leipzig; † 26. August 2013) war ein deutscher Zahnarzt, Mund-Kiefer-Gesichtschirurg und Hochschullehrer.

## Leben

### Familie
Volker Bienengräber war der Sohn des Mediziners Alexander Bienengräber, einem Professor für Pathologische Anatomie an der Universität Rostock, und dessen Ehefrau Ruth (geb. Wegerhoff).
Er war verheiratet und hatte zwei Kinder.

### Werdegang
Nach seinem Abitur an der Goethe-Oberschule (siehe Innerstädtisches Gymnasium Rostock) in Rostock im Jahr 1960, wo Volker Bienengräber den naturwissenschaftlichen Zweig besuchte, begann er sein Studium der Medizin und Zahnmedizin an der Universität Rostock. Während seiner Studienzeit absolvierte er mehrere Auslandsfamulaturen an der Medizinischen Akademie in Debrecen, Ungarn, in den Fächern Anatomie, Physiologie, Pathophysiologie sowie Mund-Kiefer-Gesichtschirurgie. Nach dem erfolgreichen Abschluss seiner Studiengänge promovierte er 1966 mit der Dissertation 100 Jahre Lehrstuhl für allgemeine und spezielle Pathologie in Rostock. Der Beitrag des Rostocker Instituts an der Entwicklung der Pathologie und der neuen Arbeitsmöglichkeiten und Aufgaben des Instituts nach seiner Reorganisierung in den Jahren 1958–1965. Zugleich eine historische Rückschau auf das Institut zum 550. Gründungsjubiläum der Universität Rostock zum Dr. med. und 1967 mit der Dissertation Beitrag zur Natur der Epulis. Histologische, histochemische und elektronenmikroskopische Untersuchungen zum Dr. med. dent.
In den ersten Jahren nach seinem Studium arbeitete er als Medizinalassistent an verschiedenen Instituten und Kliniken der Universität Rostock. Seine Karriere nahm Fahrt auf, als er 1969 Ausbildungsassistent in der Abteilung für Kiefer-Gesichtschirurgie bei Armin Andrä wurde. Über die Jahre entwickelte er sich zum wissenschaftlichen Assistenten und schließlich 1978 zum Oberarzt dieser Abteilung, was ihm wertvolle Erfahrungen in der chirurgischen Praxis und Forschung vermittelte; in dieser Zeit hatte er auch mehrere Hospitationen, unter anderem in der Stomatologischen Klinik der Medizinischen Akademie Leningrad, an der Kieferchirurgischen Abteilung der Medizinischen Akademie Sczecin in Polen, an der Kieferchirurgischen Abteilung der Medizinischen Akademie Debrecen in Ungarn und an der Kieferchirurgischen Abteilung der Medizinischen Akademie Riga in Lettland. 2002 besuchte er einen Spezialkurs Medical English am Centre of Englisch Studies in Dublin.
Die Habilitation mit der Arbeit Beiträge zur Natur des sekretbildenden Tumorkomplexes der Mundspeicheldrüsen. Systematik der Ultrastruktur und Grundlagen einer klinikopathologischen Dignitätsbestimmung im Jahr 1976 im Fachgebiet Kiefer- und Gesichtschirurgie hob seine wissenschaftliche Expertise hervor, die 1992 in den Grad Dr. med. habil. umgewandelt wurde. Er wurde 1983 zum Hochschuldozenten ernannt und erhielt 1995 die Ernennung zum außerordentlichen Professor für Experimentelle Zahnheilkunde.
Von 1985 bis 1990 leitete er die Forschungslabore der Klinik für Zahn-, Mund- und Kieferheilkunde, bevor er die Leitung der Abteilung Experimentelle Zahnheilkunde übernahm. Seit 1997 leitete er den Funktionsbereich Experimentelle Forschung an der Klinik und Poliklinik für Kiefer- und Plastische Gesichtschirurgie der Universität Rostock. Seine Forschungsinteressen umfassten insbesondere die Experimentelle Zahnheilkunde, Speicheldrüsenerkrankungen, Fehlbildungen des Kiefer-Gesichtsbereichs sowie Knochenregeneration und Tissue Engineering.
Seine Lehrtätigkeit umfasste eine Vielzahl von Kursen und Vorlesungen in den Bereichen Physiologie, Chirurgie und Experimentelle Zahnheilkunde. Er hatte entscheidend zur Ausbildung zukünftiger Zahnmediziner beigetragen und zahlreiche Doktoranden betreut.
Er war Organisator mehrerer Symposien und war Mitglied in verschiedenen Fachgesellschaften, was seine Vernetzung in der medizinischen Gemeinschaft verdeutlichte.
1999 setzte er sich für den Erhalt des Studienganges Zahnmedizin in Rostock ein.
Volker Bienengräber war nicht nur als Forscher, sondern auch als akademischer Selbstverwalter aktiv. Er war Mitglied in verschiedenen Kommissionen der Universität Rostock und engagierte sich in zahlreichen wissenschaftlichen Gesellschaften, unter anderem in der Deutschen Gesellschaft für Zahn-Mund- und Kieferheilkunde. Seine Beiträge zur akademischen Gemeinschaft wurden durch diverse Ehrungen gewürdigt, darunter 1978 die Adolph-Witzel-Medaille der Gesellschaft für Konservierende Zahnheilkunde der DDR, 2000 erfolgte die Ernennung zum Honorary Member der 1990 gegründeten Baltic Association for Maxillofacial and Plastic Surgery und die Ehrenmitgliedschaft im Marburger Bund im Jahr 2008. 2009 erhielt er die Goldene Ehrennadel des Deutschen Roten Kreuzes.
Er hatte sich nicht nur in der Wissenschaft, sondern auch in der Standespolitik engagiert, indem er Vorstandsmitglied des Landesverbandes und später stellvertretender Vorsitzender des Landesverbandes des Marburger Bundes war und in verschiedenen Gremien der Universität Rostock tätig war. Ab 2007 war er auch Vorsitzender der Gruppe Rostock im Deutschen Hochschulverband.
Neben seiner Muttersprache Deutsch beherrschte er auch Englisch, Russisch und Tschechisch, was seine internationale Vernetzung und Zusammenarbeit in der medizinischen Gemeinschaft unterstrich.

## Weitere Mitgliedschaften
Volker Bienengräber engagierte sich zusätzlich seit 1978 in der European Association for Cranio-Maxillo-Facial Surgery, von 1990 bis 2007 in der Deutschen Krebsgesellschaft, seit 1991 in der Deutschen Gesellschaft für Zahn-Mund- und Kieferheilkunde und dort in der Arbeitsgemeinschaft für Kieferchirurgie, im Arbeitskreis Oralpathologie, in der Arbeitsgemeinschaft Grundlagenforschung und im Arbeitskreis Geschichte der Zahnmedizin. Seit 1991 war er Mitglied und später Ehrenmitglied in der Mecklenburg-Vorpommerschen Gesellschaft für Zahn-, Mund- und Kieferheilkunde und seit 1998 in der Baltic Association for Maxillofacial and Plastic Surgery.

## Schriften (Auswahl)
- Beiträge zur Natur des sekretbildenden Tumorkomplexes der Mundspeichel drüsen: Systematik der Ultrastruktur und Grundlagen einer klinikopathologischen Dignitätsbestimmung. Habilitationsschrift (Promotion B) Rostock 1976.
- Ausräumung regionärer Lymphknoten. In: A. Bier; H. Braun; H. Kümmell (Hrsg.): Chirurgische Operationslehre. 8. Aufl., Band 2/II, Barth Leipzig 1981, S. 159–182.
- P. Müller; Volker Bienengräber; M. Beust; Herbert Sponholz; Problematik der Ermittlung exfoliativ-zytologischer Normwerte am marginalen Periodont. In: Gerd Horst Schumacher; Jochen Fanghänel; A. Bremer: Oral-Anatomie, Rostock, 1990, S. 57.
- Hans Peter Putzke; Volker Bienengräber: Entzündung. In: Armin Andrä; G. Naumann (Hrsg.): Odontogene pyogene Infektion. 2. Aufl., Barth Leipzig-Heidelberg 1991, S. 10–57.
- Kapitel Fehlbildungen und Zähne. In: K. Friese; J. W. Dudenhausen; R. Kirschner (Hrsg.): PlanBaby, Gesundheits- und Ernährungsberatung vor der Schwangerschaft, W. Rieck, Berlin 2007. S. 33–36 und S. 65–69, ISBN 978-3-00-021407-3.